# Mansoor Al-Harbi
Mansoor Al-Harbi (en árabe: منصور عتيق الصبحي الحربي‎; Yeda, Arabia Saudita-19 de octubre de 1987) es un ex-futbolista saudí que jugaba en la demarcación de lateral izquierdo.

## Selección nacional
Hizo su debut con la selección de fútbol de Arabia Saudita el 14 de octubre de 2009 en un encuentro amistoso contra Túnez que finalizó con un resultado de 0-1 a favor del combinado saudita tras el gol de Nasser Al-Shamrani. El 4 de junio el seleccionador Juan Antonio Pizzi le convocó para disputar la Copa Mundial de Fútbol de 2018.

### Participaciones en Copas del Mundo
| Mundial                        | Sede  | Resultado    | Partidos | Goles |
| ------------------------------ | ----- | ------------ | -------- | ----- |
| Copa Mundial de Fútbol de 2018 | Rusia | Primera Fase | 0        | 0     |

### Goles internacionales
| # | Fecha                 | Estadio                                                       | Oponente | Gol | Resultado | Competición |
| - | --------------------- | ------------------------------------------------------------- | -------- | --- | --------- | ----------- |
| 1 | 14 de octubre de 2012 | Estadio Príncipe Abdullah bin Jalawi, Al Hasa, Arabia Saudita | Congo    | 3–2 | 3–2       | Amistoso    |

## Clubes
| Club                   | País           | Año       | Partidos | Goles |
| ---------------------- | -------------- | --------- | -------- | ----- |
| Al-Ahli Saudi FC       | Arabia Saudita | 2007-2018 | 204      | 13    |
| Al-Ittihad Jeddah Club | Arabia Saudita | 2018-2020 | 55       | 2     |
| Al Raed FC             | Arabia Saudita | 2020-2022 | 25       | 1     |

## Palmarés

### Campeonatos nacionales
| Título                               | Club             | País           | Año  |
| ------------------------------------ | ---------------- | -------------- | ---- |
| Copa del Rey de Campeones            | Al-Ahli Saudi FC | Arabia Saudita | 2011 |
| Copa del Rey de Campeones            | Al-Ahli Saudi FC | Arabia Saudita | 2012 |
| Copa del Rey de Campeones            | Al-Ahli Saudi FC | Arabia Saudita | 2016 |
| Copa del Príncipe de la Corona Saudí | Al-Ahli Saudi FC | Arabia Saudita | 2015 |
| Liga Profesional Saudí               | Al-Ahli Saudi FC | Arabia Saudita | 2016 |
| Supercopa de Arabia Saudita          | Al-Ahli Saudi FC | Arabia Saudita | 2016 |

### Campeonatos internacionales
| Título                             | Club             | País           | Año  |
| ---------------------------------- | ---------------- | -------------- | ---- |
| Copa de Clubes Campeones del Golfo | Al-Ahli Saudi FC | Arabia Saudita | 2008 |